# ロンドン議定書 (1852年)
ロンドン議定書（ロンドンぎていしょ）は、1852年5月8日に第一次シュレースヴィヒ＝ホルシュタイン戦争の講和条約として締結された協定である。この国際条約は、1850年8月2日に主要なドイツの大国であるオーストリアとプロイセンによって批准された以前の議定書の改訂版であり、オーストリア、フランス、プロイセン、ロシア、イギリスの五大国、およびデンマークとスウェーデンのバルト海沿岸諸国によって承認された。ロンドン条約とも言う。

## 内容
内容は、戦争終結に向けての外交による妥協であり、終戦条約ではなかった。戦争終結に向けて、スウェーデン王オスカル1世が列強と交渉し、妥結を目指したものである。この議定内容は、デンマークが1849年に布告した6月憲法をシュレースヴィヒ＝ホルシュタイン公国に布告しないというものであり、係争国プロイセン王国にとっては、妥協とも言える内容であった。6月憲法とは、デンマークによる絶対王政を改め、議会政治を開始させるという内容である。これをシュレースヴィヒ＝ホルシュタイン公国に布告し、公国の分離を防ぐのが狙いであった。しかし議定書では、6月憲法の両公国内への適用を認めていなかった。これは戦争終結に主点をおいたもので、デンマークの目論みが破綻したことを意味していた。
この議定書は、デンマーク連合王国の領土的一体性を「ヨーロッパの必要性であり、確固たる原則」として確認した。これにより、シュレースヴィヒ公国（デンマークの封土）とホルシュタインおよびラウエンブルク公国（ドイツの封土）がデンマーク王国と同君連合の形で統一された。しかし、デンマーク王フレデリク7世には子供がおらず、王朝交代が避けられない状況であった。さらに、シュレースヴィヒとホルシュタインの継承法はデンマーク王位とは異なっていた。そのため、この議定書に反して、新しいデンマーク王がホルシュタインとラウエンブルクの公位を継承できない事態が生じる可能性があった。この問題を解決するために、公国の継承順位が変更された。さらに、公国は独立した存在として維持されること、そしてシュレースヴィヒ公国がホルシュタイン公国以上にデンマークと強い憲法上の結びつきを持つことはないことが確認された。

## 締結前・締結後

### 締結までの経緯
1851年、ロシア皇帝ニコライ1世は、シュレースヴィヒ＝ホルシュタイン＝ゾンダーブルク＝グリュックスブルク家のクリスチャン王子をデンマーク王位の継承者として推奨した。この提案は1852年5月8日のロンドン議定書によって正式に承認され、クリスチャン王子はフレデリク7世の叔父フェルディナンドの後継者として選ばれた。この決定の根拠の一つは、クリスチャン王子が1842年にルイーゼ・フォン・ヘッセン＝カッセルと結婚していたことである。ルイーゼは、フレデリク7世の最も近い女性親族の娘であり、ルイーゼの母と兄姉はその継承権をルイーゼとクリスチャン王子に譲っていた。

### 締結後
ロンドン議定書の決定は、1853年7月31日のデンマーク王位継承法によって実施された。これにより、高齢のフェルディナンド王子に次ぐデンマーク王位継承順位第2位としてクリスチャン王子が指定された。その結果、クリスチャン王子とその家族はデンマーク王子・王女の称号および殿下の敬称を与えられた。一方、親ドイツ派で戦争の首謀者であったアウグステンブルク家（オルデンブルク家の別の支流）の当主クリスチャン・アウグスト2世は王位継承権を放棄させられた。これはデンマーク側にとっては一つの勝利であった。
列強諸国がデンマークの領土保全を保証した主な目的は、戦略的に重要な港湾都市キールがプロイセンの手に渡ることを防ぐためであった。しかし、この議定書が後の1864年の第二次シュレースヴィヒ＝ホルシュタイン戦争の引き金となった。
プロイセンとオーストリアは、デンマークが1863年11月18日にクリスチャン9世によって署名された「11月憲法」を導入したことで、ロンドン議定書に違反したと宣言した。当初はオーストリアとプロイセンの共同統治が行われたが、最終的にキールは1867年にプロイセンの領土となった。
また、議定書の大半はデンマークにとって納得出来るものではなかった。実情は現状維持であり、終戦を意味していなかった。スウェーデン王オスカル1世はこの戦争終結によって名声を得たものの、議定書の内容に納得していなかった。デンマークとスウェーデンは急速に結びつきを深め、シュレースヴィヒ＝ホルシュタイン公国のさらなる安定を追求していくこととなった。一方プロイセン王国も、オットー・フォン・ビスマルクと言う稀代の政治家の台頭により、新たな展開を迎えることとなる。